# Pappi Corsicato
Pappi Corsicato, all'anagrafe Pasquale Corsicato (Napoli, 12 giugno 1960), è un regista e sceneggiatore italiano.
Ha diretto film, serie TV,  cortometraggi, documentari, videoclip; al suo attivo ha anche regie teatrali e liriche.

## Biografia
Durante gli anni ottanta, Corsicato ha seguito corsi di danza e coreografia a New York presso la Alvin Alley Dance School, quindi si è formato in recitazione all'Accademia di Arte Drammatica.
Nel 1990 ha lavorato come assistente di Pedro Almodóvar durante le riprese del film Légami!; nel 1991 ha realizzato il cortometraggio Libera con Iaia Forte, che diventerà poi uno dei tre episodi del lungometraggio omonimo presentato al Festival di Berlino nel 1993. Il film ha vinto il Nastro d'argento come migliore opera prima, la Grolla d'Oro, il Globo d'oro della Stampa Estera e il Ciak d'Oro.
Nel 1995 ha diretto I buchi neri, con Iaia Forte, Vincenzo Peluso e Manuela Arcuri, presentato al festival di Venezia nella sezione Notti Veneziane. Nello stesso anno è stato anche regista del videoclip di Nun te scurdà, fortunato brano degli Almamegretta. Nel 1997 ha girato l'episodio La stirpe di Iana del film collettivo I vesuviani, con Iaia Forte e Anna Bonaiuto. Nel 2000 ha messo in scena al Teatro San Carlo di Napoli l'opera lirica Carmen. Nel 2001 ha diretto Chimera. Dopo sette anni è tornato alla regia cinematografica con il film Il seme della discordia, interpretato da Caterina Murino e Alessandro Gassmann. Nel 2009 ha girato un documentario sul pubblicitario Armando Testa, Armando Testa - Povero ma moderno, invitato come evento speciale al Festival di Venezia nella sezione Orizzonti, dove ha vinto il premio Pasinetti del sindacato giornalisti cinematografici.
Dal 1994 ad oggi ha realizzato più di 30 documentari sull'arte contemporanea: i suoi lavori sono stati presentati al Modern Tate Museum di Londra, al Centre Pompidou di Parigi e altri musei e festival nazionali e internazionali. Nel 2016 ha girato un video su Pompei che ha avuto molti riconoscimenti nel mondo. Ha poi realizzato il documentario L'arte viva di Julian Schnabel.
Come attore ha prestato il suo volto al documentario di Laura Betti Pier Paolo Pasolini e la ragione di un sogno.
È stato direttore artistico della fondazione "La Colombaia di Luchino Visconti".
Vive e lavora dividendosi tra Napoli e Roma.

## Curiosità
- Nel film A proposito di Davis, Joel ed Ethan Coen omaggiano Pappi Corsicato chiamando con il suo nome il gestore del Gaslight Club (interpretato da Max Casella) dove è solito esibirsi il protagonista Llewyn Davis (interpretato da Oscar Isaac).

## Filmografia

### Cinema
- Libera (1993)
- I buchi neri (1995)
- La stirpe di Iana, episodio de I vesuviani (1997)
- Chimera (2001)
- Il seme della discordia (2008)
- Il volto di un'altra (2012)
- Perfetta illusione (2022)

### Televisione
- Vivi e lascia vivere – serie TV (Rai1, 2020)
- Inganno – miniserie TV (Netflix, 2024)

### Cortometraggi
- Double tour (1999)
- Troppo breve per toccare il cielo – Too Short For Sky (2001)
- Questione di gusti (2009)
- Portati 'o pigiama (2014)

### Documentari
- La montagna di sale - Mimmo Paladino (1995) immagini del montaggio dell'opera di M. Palladino, Napoli, Piazza Plebiscito
- Offertorio Kounellis (1996) immagini del montaggio dell'opera di J Kounellis, Napoli, Piazza Plebiscito
- I colori della città celeste - Mario Merz (1998) immagini del montaggio dell'opera di M. Merz, Napoli, Piazza Plebiscito
- Le heaume enchanté - Mimmo Paladino (1998) varie immagini del lavoro di M. Paladino a Poggiobonsi
- Gilbert and George (1998) immagini della mostra e intervista G and G, Napoli, Museo di Capodimonte
- Le stelle del canyon - Gilberto Zorio (1998) immagini del montaggio dell'opera di G. Zorio, Napoli, Piazza Plebiscito
- Da un momento all'altro - Giulio Paolini (1999) immagini del montaggio dell'opera di G. Paolini, Napoli, Piazza Plebiscito
- Girotondo di capriccio - Luigi Ontani (1999) mostra di L. Ontani alla Galleria No Code di Bologna e intervista a casa dell'artista
- Tribute 21 Rauschenberg (1999) immagini del montaggio dell'opera e intervista a R. Rauschenberg, Napoli, Piazza Plebiscito
- Tarantantara - Hanish Kapoor (2000) immagini del montaggio dell'opera e intervista a H. Kapoor, Napoli, Piazza Plebiscito
- I dormienti - Brian Eno e Mimmo Paladino (2000) immagini del montaggio dell'opera al Round House di Londra e intervista a B. Eno, compositore
- Mercati di Traiano - Richard Serra (2000) immagini del montaggio dell'opera e intervista a R.Serra, Roma, Mercati di Traiano
- Contacto passional, first Biennal of Art of Valencia (2001) immagini del montaggio delle opere e intervista con vari artisti, Prima biennale d'Arte, Valencia
- Tutto nero by Antonio Biasiucci (2002) immagini, fotografie e intervista ad A. Biasiucci
- Si dici pittore (2000- 2001) immagini delle opere e intervista a D. Bianchi
- Avviso ai naviganti (2000- 2001) immagini del montaggio dell'opera e intervista a Sergio Fermariello, 25 min
- Tata Robespierre (2000-2001) immagini delle opere di Tata Fiore
- From Another Planet Earth - Rebecca Horn (2002) tre opere: New York, Parigi, Napoli, interviste e immagini delle tre mostre di R. Horn.
- Video on Tom Friedman at the Prada Foundation (2002) immagini della mostra e intesvista a T. Friedman, Milano, Fondazione Prada.
- Richard Serra: Piazza Plebiscito (2003) immagini del montaggio dei lavori di Richard Serra, Napoli, Piazza Plebiscito, Menzione speciale giuria Festival sur l'art di Montréal
- Triennale at the Charterhouse of Padua (2002-2004) immagini di tre mostre e interviste a vari artisti
- Video on Gregory Crewdson (2002) immagini delle mostre di New York e Modena e intervista al fotografo G. Crewdson
- Fabro, lavoro Piazza Plebiscito (2004-2005)
- Drama Fairytale, su opere di Mimmo Paladino (2005) con testo di Enzo Moscato recitato da Remo Girone
- In a black and white world murder brings a touch of color (2005) documentario sul fotografo Paul Thorel
- inizio doc sul Museo di Arte contemporanea di Napoli il MADRE (2005)
- Sol Lewitt (2005-2006) Napoli, Piazza Plebiscito
- Annali delle Arti, Events on a J. Kounellis Exhibition (2006) Napoli, Museo M.A.D.R.E.
- Ettore Spalletti: ritratto (2007)
- Luigi Ontani al Museo di Capodimonte (2009), selezionato al Festival di Roma
- Argento puro, backstage del film Nitrato d'argento diretto da Marco Ferreri
- Argento e Pappi, documentario - intervista su Dario Argento per Rai Sat Cinema
- Questi fantasmi di Eduardo De Filippo, con John Turturro, Teatro Mercadante, Napoli (2006)
- Armando Testa - Povero ma moderno (2009)
- L'arte viva di Julian Schnabel (Julian Schnabel: A Private Portrait) (2017)
- Salerno Illuminate City ( ) (2019)
- Pompei - Eros e Mito (2020)
- Jeff Koons: A Private Portrait (2023)

### Regie liriche
- Carmen, rappresentata al Teatro San Carlo di Napoli, diretta da Daniel Oren (2000)
- La voce umana, musicata da Poulenc libretto J. C. (2007)

### Videoclip
- Almamegretta - Nun te scurdà (1994)
- Nino D'Angelo - Brava gente (2005)

## Riconoscimenti
- Ciak d'oro
  - 1994 – Ciak d'oro per la migliore opera prima per Libera[1]